# すずきまゆみ
すずき まゆみ（1970年8月8日  - ）は、日本の声優、歌手。
東京音楽大学声楽科卒業。「リトル・マーメイド」のアリエルを筆頭に、ディズニー映画のヒロインを数多く演じている。鈴木 真弓の表記もある。

## 出演
太字はメインキャラクター。

### 吹き替え

#### 映画
- ローマの休日（2004年、アン王女〈オードリー・ヘプバーン〉）※金曜ロードショー版
- リトル・マーメイド（2023年、店主〈ジョディ・ベンソン〉[1]）

#### アニメ
- リトル・マーメイド（1991年、アリエル）
  - リトル・マーメイド (テレビアニメ)
  - リトル・マーメイドII Return to The Sea（2006年）
  - リトル・マーメイドIII はじまりの物語（2008年）
- 眠れる森の美女（1995年、オーロラ姫 / ブライア・ローズ[2]）
- ムーラン（1998年、ファ・ムーラン）
  - ムーラン2（2004年）
- ターザン（1999年、ジェーン・ポーター）
  - ターザン TVアニメシリーズ
  - ターザン&ジェーン
- ハウス・オブ・マウス（2002年、アリエル、オーロラ姫、ムーラン）
- バンビ2 森のプリンス（2006年） ※劇中に流れる歌のみ
- DISNEY PRINCESS おとぎの国のプリンセス/夢を信じて（2007年、オーロラ姫 / ブライア・ローズ）
- ちいさなプリンセス ソフィア（2014年、アリエル）
- シュガー・ラッシュ:オンライン（2018年、オーロラ、ファ・ムーラン[3]）
- ウィッシュ（2023年、キノコアンサンブル）[4]

### ゲーム
- アドベンチャー オブ 東京ディズニーシー 〜失われた宝石の秘密（2001年、アリエル）
- キングダム ハーツ シリーズ
  - キングダム ハーツ（2002年、アリエル、ジェーン）
  - キングダム ハーツ チェイン オブ メモリーズ（2004年、アリエル）
  - キングダム ハーツII（2005年、アリエル、ムーラン）
  - キングダム ハーツ Re:チェイン オブ メモリーズ（2007年、アリエル）
  - キングダム ハーツ バース バイ スリープ（2010年、オーロラ）
- Kinect: ディズニーランド・アドベンチャーズ（2011年、オーロラ、アリエル）

### その他
- ディズニー・オン・アイス（アリエル、オーロラ姫、ファ・ムーラン）

## メディア出演

### テレビ
- ミュージックステーション SUPER LIVE 2024（2024年12月27日、テレビ朝日系） - 清塚信也のピアノ伴奏で「リトル・マーメイド」の劇中歌『パート・オブ・ユア・ワールド』を歌唱[5][6]